# Alberto Pedro Cabrera
Alberto Pedro "Beto" Cabrera (Bahía Blanca, 16 de diciembre de 1945-Bahía Blanca, 12 de agosto de 2000) fue un jugador y entrenador argentino de baloncesto. Desarrolló casi toda su carrera en Estudiantes de su ciudad natal, habiendo jugado también brevemente en Gimnasia y Esgrima La Plata y Olimpo. Fue además miembro del seleccionado bahiense, del seleccionado bonaerense y del seleccionado argentino. Es considerado, junto a Manu Ginóbili, como el mejor deportista de su ciudad.

## Carrera en clubes
Cabrera comenzó a practicar baloncesto a los 7 años en el club Estudiantes, al mismo tiempo en que practicaba fútbol en Olimpo. Fue progresando como jugador en las divisiones formativas de la institución hasta debutar en la primera el 30 de noviembre de 1961 en un duelo ante Villa Mitre.
El base se caracterizaba por su inteligencia en el campo de juego y su buen tiro, llegando a promediar 28 puntos en una misma temporada. A los 17 años, en 1963, ganó su primer título de primera con Estudiantes venciendo 49-12 a Independiente en la final.
Recibió numerosas ofertas para dejar a su club -incluyendo una del Real Madrid de España y otras del Flamengo y del Palmeiras de Brasil-, pero las rechazó a todas. Recién en 1976, por diferencias con la dirigencia de Estudiantes, emigró al club Gimnasia y Esgrima La Plata, donde sólo jugaría por 15 meses. Regresó en noviembre de 1977. Al año siguiente se sumó como refuerzo a Olimpo, siendo parte del plantel que obtuvo el Campeonato Argentino de Clubes de ese año.
Jugó en Estudiantes hasta su retiro el 16 de enero de 1984, luego de conquistar una nueva edición del torneo de Bahía Blanca.
En total Cabrera ganó 12 torneos bahienses (1962, 1963, 1966, 1967, 1970, 1971, 1972, 1974, 1975, 1980, 1982 y 1983) y 5 torneos oficiales (1965, 1970, 1974, 1975, 1982 y 1983). Recibió el premio Olimpia de Plata en tres ocasiones: 1970, 1973 y 1974.

## Selecciones

### Selección bahiense
Cabrera fue un jugador clave de la selección de Bahía Blanca. Con ese equipo, al que capitaneó numerosas veces, conquistó 12 ediciones del Torneo Provincial de Básquet de Buenos Aires: todas desde 1964 hasta 1975 (exceptuando la de 1972) y la de 1978.
Durante los primeros años de la década de 1970 conformó junto a Atilio Fruet y José De Lizaso -ambos de Olimpo- al primer gran trío de la historia del baloncesto bahiense, llegando a derrotar a la selección nacional de Yugoslavia por 78 a 75 en la inauguración del Estadio Norberto Tomás el 3 de julio de 1971, en uno de los hechos deportivos más importante de la historia de la ciudad. También formaría parte de las escuadras bahienses que vencieron a combinados nacionales estadounidenses y mexicanos entre otros.

### Selección bonaerense
El base estuvo presente en catorce ediciones del Campeonato Argentino de Básquet, disputando 103 partidos en los que anotó 1509 puntos. Fue parte del plantel de Buenos Aires que conquistó 9 de los 10 torneos entre 1966 y 1978 -sólo se perdió el de 1974 que su equipo ganó en La Rioja. Su última presencia con el combinado de su provincia fue en la edición de 1979 organizada en Bahía Blanca, en donde los bonaerenses -los principales favoritos- quedaron eliminados ante la selección de Córdoba.

### Selección argentina

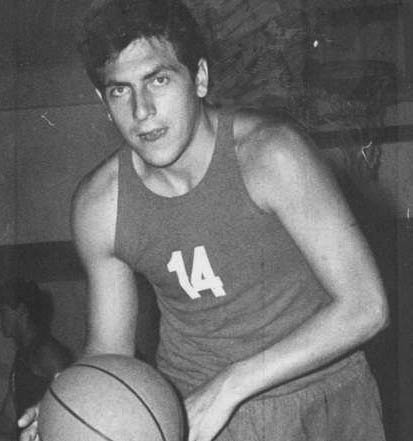
Cabrera en sus inicios en Estudiantes.

Cabrera representó durante ocho años a su país en torneos internacionales. 
Su debut con el equipo nacional se produjo en el marco del Campeonato Mundial Extraordinario de 1966, desarrollado en Chile. 
Fue parte del plantel que disputó el Campeonato Mundial de Baloncesto de 1967 en Uruguay y el Campeonato Mundial de Baloncesto de 1974 en Puerto Rico. Asimismo estuvo presente en los Juegos Panamericanos de 1971, donde su equipo terminó en quinto.
Cabrera participó de cuatro ediciones del Campeonato Sudamericano de Baloncesto. Las tres primeras (1969, 1971 y 1973) se desarrollaron antes de su retiro del combinado nacional en 1974. Sin embargo en 1979 aceptó la convocatoria del entrenador Miguel Ángel Ripullone para reincorporarse al equipo con el propósito de aportarle su experiencia para afrontar el Sudamericano que se disputaría en la ciudad de Bahía Blanca. Junto con Adolfo Perazzo, Carlos Raffaelli y Eduardo Cadillac entre otros, Cabrera conduciría al equipo a la victoria. 
El base sumó 51 partidos en torneos oficiales con la selección y anotó 679 puntos, con un promedio de 13,3 por juego.

## Entrenador
Durante las temporadas 1989 y 1995-96 de Liga Nacional de Básquet, Cabrera trabajó como parte del cuerpo técnico de Estudiantes, llegando a dirigir al equipo en varias ocasiones. Terminó con un registro de 17 triunfos y 20 derrotas.

## Muerte y homenajes
El baloncestista falleció el 12 de agosto de 2000 como víctima de una leucemia. Tenía 54 años. 
El año anterior a su muerte, la Municipalidad de Bahía Blanca lo había declarado "Deportista Bahiense del Siglo XX" en reconocimiento a su exitosa trayectoria.
El 3 de octubre de 2004 el club Estudiantes decidió retirar la camiseta N°14, la cual vistió durante toda su carrera en la institución.
La continuación de la calle Sarmiento de la ciudad de Bahía Blanca, desde el Parque Campaña al Desierto hasta la Avenida Circunvalación, lleva su nombre. Tras las muertes de Fruet y De Lizaso, un tramo de la Circunvalación fue nombrada Atilio Fruet y un tramo de la consecutiva a la avenida Cabrera fue nombrada José De Lizaso, uniendo así a tres de las más grandes figuras del baloncesto bahiense de la década de 1970.
En 2011 el jardín de infantes N° 942 de Bahía Blanca adoptó el nombre de «Alberto Pedro Cabrera».